# José de Jesús y María
José Vicente Ormaechea y Apoitia conocido como José de Jesús y María (Navárniz, 1 de septiembre de 1880 - Villanueva del Arzobispo, 4 de septiembre de 1936) fue un religioso y sacerdote trinitario, ejecutado por milicianos del Bando republicano, durante la Guerra Civil Española, y beatificado por el papa Benedicto XVI en 2007.

## Biografía

### Origen y formación
José Vicente Ormaechea nació en Navárniz (Vizcaya) el 1 de septiembre de 1880.
Comenzó el noviciado en el convento de los trinitarios de Algorta (Vizcaya) el 16 de noviembre de 1896, y allí emitió su profesión simple el 20 de noviembre de 1897, tomando el nombre de José de Jesús y María. Estudió filosofía en Villanueva del Arzobispo entre 1897 y 1899. Allí mismo hizo su profesión solemne el 24 de septiembre de 1899. Sus estudios en teología los cursó en Alcázar de San Juan. El 28 de marzo de 1903 fue ordenado sacerdote en Madrid.

### Cargos
Entre 1903 y 1913 formó parte de la comunidad trinitaria de Cárdenas (Cuba), trabajando como profesor en el colegio de la Santísima Trinidad de dicha comunidad. Entre 1922 y 1926 fue secretario provincial; vicario del convento de Belmonte (Cuenca) entre 1926 y 1929; superior de La Rambla (Córdoba) entre 1929 y 1933; y superior de Villanueva del Arzobispo desde 1933 hasta su muerte.

### Martirio
Precisamente por ser superior de la comunidad trinitaria los milicianos se ensañaron contra él, siendo objeto de continuas palizas y maltratos desde el 22 de julio de 1936, en que fue detenido y encarcelado, hasta su muerte.
Al día siguiente de haber sido encarcelado, tuvo un forcejeo con un miliciano que pretendía golpearle, el arma que este portaba hirió tanto al miliciano como al religioso, por ello fue ingresado en el hospital asilo de Villanueva, regentado por las Hermanitas de los Ancianos Desamparados. Allí fue asesinado de un tiro en la sien, a los 56 años, en la noche del día 4 de septiembre de 1936.

## Beatificación
José de Jesús y María fue beatificado el 28 de octubre de 2007, por el papa Benedicto XVI, en un grupo de diez trinitarios mártires, encabezados por Mariano de San José. La ceremonia de beatificación se llevó a cabo en la plaza de San Pedro de la Ciudad del Vaticano, presidida por el cardenal José Saraiva Martins, donde reconoció el martirio de un grupo de 497 mártires de la guerra de España del siglo XX, siendo hasta ese momento la beatificación más numerosa en la historia de la Iglesia católica.
En 1945 los restos mortales fueron trasladados al camarín de la Virgen de la Fuensanta en Villanueva del Arzobispo, donde aún reposan.